# Max Rostal
Max Rostal (Teschen, 7 luglio 1905 – Berna, 6 agosto 1991) è stato un violinista, violista e insegnante austriaco naturalizzato inglese.
Ricevette anche la cittadinanza svizzera.

## Biografia
Studiò il violino con Arnold Rosé a Vienna e con Carl Flesch a Berlino. Studiò teoria musicale e composizione con Emil Bohnke e Matyás Seiber.
Nel 1925 vinse il ‘’Premio Mendelssohn’’ a Berlino. Nel 1927 divenne primo violino dell’Orchestra Filarmonica di Oslo. Assistente di Flesch a Berlino dal 1928 al 1930, Rostal fu professore alla Hochschule di Berlino dal 1930 al 1933. Nel 1934 si trasferì a Londra dove dal 1944 al 1958 fu professore alla Guildhall School of Music and Drama di Londra. 
Dal 1957 al 1982 è stato professore alla Musikhochschule di Colonia, e parallelamente dal 1958 al 1985 ha insegnato al Conservatorio di Berna. 
Ha fondato nel 1959 il Kölner Trio con Heinz Schröter (pianoforte) e Gaspar Cassadó (violoncello), sostituito alla sua morte da Siegfried Palm. Nell 1974 è stato co-fondatore con Menuhin e altri strumentisti della European String Teachers Association (E.S.T.A.).
Tra i suoi numerosi allievi si possono menzionare Edith Peinemann, Elfriede Früh, Beryl Kimber, Eva Zurbrügg, Yfrah Neaman, Uto Ughi, Howard Leyton-Brown, Igor Ozim, Bryan Fairfax, Ulf Hoelscher, Siegmund Nissel, Peter Schidloff (del Quartetto Amadeus), Philippe Borer.
A fianco dell’attività didattica, ha svolto un’intensa attività concertistica, con una particolare attenzione per il repertorio del Novecento. 
Max Rostal era anche membro onorario dell’AUSTA. Aveva un'affezione particolare per l’Australia, dove fece un tour nel 1955 venendo acclamato come uno dei più grandi interpreti del suo tempo. Egli formò e incoraggiò un gran numero di violinisti australiani.
Ha pubblicato rielaborazioni, trascrizioni, studi e revisioni di composizioni per violino prevalentemente per la casa editrice Schott Music. 
Max Rostal era in possesso di un violino Stradivari del 1697 "Haddock-Cater", poi denominato "Haddock-Cater-Rostal".
È morto a Berna nel 1991. Sua figlia fu la psicologa Sybil B. G. Eysenck.

## Scritti
- Berg’s Violin Concerto: a Revision (coautore Hans Keller), in «The Musical Times», vol. 95,  n. 1332 (febbraio 1954), pp. 87-88
- Foreword, in Carl Flesch, The Memoirs of Carl Flesch, Rockliff, 1957; rist. New York, Da Capo, 1979
- Zur Interpretation der Violinsonaten J. S. Bachs, in «Bach-Jahrbuch», 1973, pp. 72–78
- Problematik des Streicherberufes in Vergangenheit und Zukunft, in Violinspiel und Violinmusik in Geschichte und Gegenwart, a cura di V. Schwarz, Vienna,  Universal, 1975, pp. 259-262
- Eigenwillige Lösungen. Zur Interpretation der Violinwerke von Beethoven, in «ESTA Nachrichten», n. 4, dicembre 1979, pp. 11-16
- Ludwig van Beethoven: die Sonaten für Violine und Klavier, Gedanken zu ihrer Interpretation (mit einem Nachtrag aus pianistischer Sicht von Günter Ludwig), Monaco, Piper, 1981; tr. ingl. H. and A. Rosenberg, Beethoven: The Sonatas for Piano and Violin Thoughts on their Interpretation, Londra, Toccata Press; New York, Da Capo Press, 1985
- Handbuch zum Geigenspiel, Bern, Müller & Schade, 1993
- Violin–Schlüssel Erlebnisse (mit einem autobiografischen Text von Leo Rostal), Berlin, Ries & Erler, 2007